# Estensimetro
L'estensimetro è uno strumento di misura utilizzato per rilevare piccole deformazioni dimensionali di un corpo sottoposto a sollecitazioni meccaniche o termiche (es. applicazione di carichi o variazioni di temperatura). Conoscendo a priori le caratteristiche meccanico/fisiche del materiale, misurando le deformazioni si possono facilmente ricavare i carichi a cui il materiale è sottoposto. Inoltre, utilizzando estensimetri di giusta tipologia e applicandoli in modo oculato, si possono rilevare la direzione e il verso di queste deformazioni, e di conseguenza il vettore delle forze applicato al materiale sotto esame.
I campi d'applicazione sono molteplici:
- prove in laboratorio su componenti meccanici o materiali;
- analisi statiche e dinamiche di componenti o sistemi meccanici già montati in situ;
- monitoraggio di componenti o sistemi strutturali;
- elemento sensore per trasduttori di grandezze meccaniche;

Nel corso della storia sono stati sviluppati vari tipi di estensimetro, ognuno con caratteristiche peculiari adatte a specifici campi d'applicazione. Nel tempo, per le loro ottime caratteristiche generali, gli estensimetri elettrici a resistenza hanno scalzato le altre tipologie nella maggior parte delle applicazioni, tanto che oggi, quando si parla di "estensimetri", spesso si sottintende specificamente questa categoria.

## L'estensimetro elettrico a resistenza

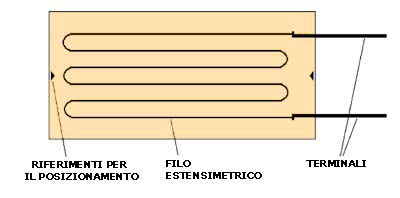
Schema di un estensimetro elettrico.

L'estensimetro elettrico a resistenza è costituito da una griglia di sottilissimo filo metallico (solitamente costantana) rigidamente applicata su un supporto di materiale plastico. Venne inventato da Edward E. Simmons e Arthur C. Ruge nel 1938.
L'estensimetro viene utilizzato incollandolo sulla superficie del corpo di cui si vogliono misurare le deformazioni generalmente utilizzando collanti istantanei come il cianoacrilato. Il filo dell'estensimetro segue le deformazioni della superficie a cui è incollato, allungandosi ed accorciandosi insieme ad essa; queste variazioni dimensionali causano una variazione della resistenza elettrica del filo. Misurando, tramite un ponte di Wheatstone o altro sistema, tali variazioni, si può risalire all'entità della deformazione che le ha causate.
Le dimensioni di un estensimetro possono variare da pochi micron ad alcuni centimetri. Quelli di dimensioni minori sono utilizzati per misure puntuali, cioè per conoscere il valore delle deformazioni in un punto preciso, mentre quelli di maggior lunghezza sono utili per rilevare la deformazione media relativa ad un'area più estesa.

### Resistenza e sensibilità
Un estensimetro elettrico è caratterizzato da due grandezze fondamentali: la resistenza del filo che costituisce la griglia sensibile (i valori più diffusi in commercio sono 120, 350 e 600 ohm) e il gauge factor ovvero il fattore di trasduzione, che esprime la sensibilità dell'estensimetro.
L'incremento di resistenza dell'estensimetro viene espressa come rapporto fra la variazione di resistenza e la resistenza totale del filo.
Se L è la lunghezza iniziale del corpo, ΔL la sua variazione, R è la resistenza iniziale del filo e ΔR la sua variazione, allora il gauge factor Gf è pari a:
{\displaystyle G_{f}={\frac {\Delta R/R}{\Delta L/L}}}
Negli estensimetri commerciali il valore del gauge factor si aggira intorno a 2.

### Influenza della temperatura sugli estensimetri a resistenza
La corrente elettrica che scorre nell'estensimetro provoca un riscaldamento per effetto Joule. L'effetto di tale riscaldamento è una variazione di resistenza elettrica relativa:
{\displaystyle {\frac {\Delta R'}{R}}=\alpha \cdot \Delta T}
dove {\displaystyle \alpha } rappresenta il coefficiente termico di resistenza del materiale conduttore.
Se inoltre le misure vengono realizzate in ambienti con temperature diverse da quelle standard (25 °C) il riscaldamento della griglia provoca un allungamento termico del filo: {\displaystyle {\frac {\Delta L'}{L}}=\beta '\cdot \Delta T}; il riscaldamento provoca anche un allungamento del materiale cui è applicata la griglia estensimetrica: {\displaystyle {\frac {\Delta L''}{L}}=\beta ''\cdot \Delta T}
Si ha quindi un allungamento differenziale:
{\displaystyle {\frac {\Delta L}{L}}=(\beta '-\beta '')\cdot \Delta T}
Questo contributo provoca una variazione di resistenza relativa pari a:
{\displaystyle {\frac {\Delta R''}{R}}=G_{f}\cdot {\frac {\Delta L}{L}}=G_{f}\cdot (\beta '-\beta '')\cdot \Delta T}
In definitiva gli effetti termici provocano una deformazione detta apparente che risulta:
{\displaystyle \varepsilon ={\frac {1}{G_{f}}}\cdot \left({\frac {\Delta R'}{R}}+{\frac {\Delta R''}{R}}\right)=\left[{\frac {\alpha }{G_{f}}}+\left(\beta '-\beta ''\right)\right]\cdot \Delta T}
Se si vuole eliminare questa deformazione si deve porre:  {\displaystyle {\frac {\alpha }{G_{f}}}+\left(\beta '-\beta ''\right)=0}, cioè    {\displaystyle {\frac {\alpha }{G_{f}}}=\beta ''-\beta '}   procedura questa che vale per il particolare accoppiamento estensimetro-materiale da misurare.
Altro modo per eliminare l'influenza della temperatura è quello di usare un ponte di Wheatstone connettendo l'estensimetro per la misura su un lato e un altro estensimetro uguale su un pezzo dello stesso materiale non sottoposto ad alcuna sollecitazione ma esposto alla stessa temperatura su un lato adiacente del ponte. Per le caratteristiche del ponte di Wheatstone le deformazioni dovute alla temperatura producono la stessa variazione di resistenza in modulo ma di segno discorde così da elidersi.

### Tipi di realizzazione
Non sempre è possibile conoscere a priori la direzione secondo la quale si verificherà la deformazione del materiale; diventa allora necessario applicare, in ciascuno dei punti sottoposti a misura, più estensimetri, con assi orientati nelle diverse direzioni. 
A tale scopo esistono in commercio estensimetri multigriglia, comunemente detti "coppie" o "rosette". 
Di seguito vengono descritti i tipi di estensimetri più comunemente usati.

#### 1- Estensimetro monoassiale
È il più semplice genere di estensimetro, in grado di valutare deformazioni in un'unica direzione. Si utilizza quando la direzione delle deformazioni è nota, ovvero chiaramente determinabile. È costituito da un'unica griglia di filo, la cui direzione di lavoro è visibile sul supporto plastico, in modo da consentire il corretto orientamento dell'estensimetro nella fase di applicazione.
Per un estensimetro monoassiale, nel caso di materiali elastici lineari, il valore della tensione {\displaystyle \sigma } si calcola con la relazione: 
{\displaystyle \sigma =E\cdot \varepsilon }
dove E è il modulo di Young del materiale ed {\displaystyle \varepsilon } la microdilatazione rilevata dall'estensimetro.

#### 2- Estensimetro biassiale
L'estensimetro biassiale, spesso denominato "coppia", si utilizza quando la struttura è sottoposta ad uno stato di tensione lungo un piano.
L'estensimetro è costituito da due estensimetri monoassiali disposti con orientazione ruotata di 90° l'uno rispetto all'altro.
I due rami dell'estensimetro forniscono i valori delle microdilatazioni {\displaystyle \varepsilon _{x}} e {\displaystyle \varepsilon _{y}}, in due diverse direzioni fra loro ortogonali. Le tensioni principali {\displaystyle \sigma _{x}} e {\displaystyle \sigma _{y}},  si ottengono in tal caso con le seguenti relazioni:
{\displaystyle \sigma _{x}={\frac {E}{1-\nu ^{2}}}(\varepsilon _{x}+\nu \varepsilon _{y})}
{\displaystyle \sigma _{y}={\frac {E}{1-\nu ^{2}}}(\varepsilon _{y}+\nu \varepsilon _{x})}
dove {\displaystyle \nu } è il modulo di Poisson ed E il modulo di Young.

#### 3- Estensimetri triassiali
Nei casi in cui non siano note le direzioni principali delle deformazioni, si utilizzano estensimetri triassiali, detti anche "rosette", ove, oltre alle due griglie orientate secondo due direzioni ortogonali, è presente una griglia intermedia, orientata a 45°.
In tal caso, ottenuti i valori delle microdilatazioni εx, εy ed εb (secondo le direzioni x, y ed a 45° fra esse), è possibile ricavare la coppia delle microdilatazioni principali ε1 ed ε2, applicando la trattazione analitica del cerchio di Mohr, secondo le relazioni che seguono:
{\displaystyle \varepsilon _{1}={\frac {\varepsilon _{x}+\varepsilon _{y}}{2}}+{\frac {1}{2}}{\sqrt {\left(\varepsilon _{x}-\varepsilon _{y}\right)^{2}+\left(2\varepsilon _{b}-\varepsilon _{x}-\varepsilon _{y}\right)^{2}}}}
{\displaystyle \varepsilon _{2}={\frac {\varepsilon _{x}+\varepsilon _{y}}{2}}-{\frac {1}{2}}{\sqrt {\left(\varepsilon _{x}-\varepsilon _{y}\right)^{2}+\left(2\varepsilon _{b}-\varepsilon _{x}-\varepsilon _{y}\right)^{2}}}}
Le corrispondenti tensioni principali {\displaystyle \sigma _{1}} e {\displaystyle \sigma _{2}} sono allora espresse dalle relazioni:
{\displaystyle \sigma _{1}={\frac {E}{1-\nu ^{2}}}(\varepsilon _{1}+\nu \varepsilon _{2})}
{\displaystyle \sigma _{2}={\frac {E}{1-\nu ^{2}}}(\varepsilon _{2}+\nu \varepsilon _{1})}
dove \nu è il modulo di Poisson ed E il modulo di Young del materiale oggetto della misura.
Sia per gli estensimetri biassiali che per i triassiali, ottenute le sollecitazioni principali nei modi descritti, si può determinare la sollecitazione monoassiale ideale equivalente, utilizzando la formula che segue (come esposto sulla CNR-UNI 10011/88):
{\displaystyle \sigma _{i}={\sqrt {\sigma _{1}^{2}+\sigma _{2}^{2}-\sigma _{1}\cdot \sigma _{2}}}}
Valori comuni per l'acciaio sono i seguenti:
Modulo di Young: E =  21.000 kg/m2  = 20,6 * 104 MPa
Rapporto di Poisson: {\displaystyle \nu } =  0,3

### Estensimetri per misure di coppia motrice

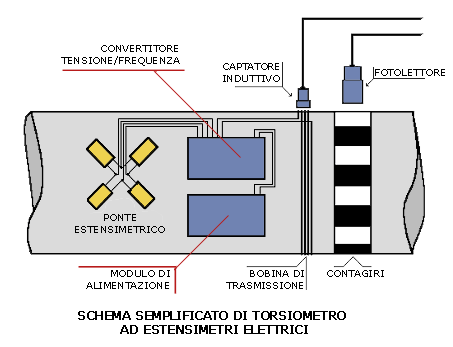

Un particolare tipo di estensimetro è quello a ponte intero, costituito da quattro griglie sensibili indipendenti, orientate secondo le diagonali di un quadrato. Le quattro griglie sono già elettricamente collegate in modo da costituire un ponte di Wheatstone; i quattro vertici o nodi del ponte sono portati all'esterno tramite quattro terminali. Gli estensimetri di questo tipo sono particolarmente adatti alle misure di torsione: applicati ad esempio sugli assi degli apparati motore, consentono di misurare la coppia motrice imposta dall'asse e quindi, in abbinamento ad un contagiri, di determinare la potenza sviluppata. 
La realizzazione pratica di un tale sistema di misura prende il nome di "torsiometro", e si avvale di moduli appositi che, montati sull'asse e ruotando solidalmente ad esso, trasmettono il segnale utile ad un ricevitore fisso montato in prossimità dell'asse.
L'estensimetro elettrico è un ottimo trasduttore, sia per l'elevata sensibilità, che consente di misurare anche deformazioni di 1/106 µmm/mm), sia per la risposta in frequenza, dell'ordine del kHz. È un sensore più adatto a misure puntuali di deformazione, che per analisi di deformazioni a campo intero.

### Applicazioni
L'estensimetro è l'elemento sensibile della cella di carico, il trasduttore impiegato nei sistemi di pesatura elettronici.

### Estensimetro a semiconduttori
I sensori piezoresistivi sono un tipo particolare di estensimetri elettrici a resistenza: pur condividendo con gli estensimetri elettrici "classici" molto della struttura, la modalità d'utilizzo e campi d'applicazione, ne differiscono leggermente come principio fisico di funzionamento.
In particolare, al manifestarsi di una deformazione, i sensori piezoresistivi variano la propria resistenza principalmente perché varia la resistività (piezoresistività) del materiale sensibile (semiconduttori al silicio o al germanio), mentre gli estensimetri variano la propria resistenza quasi esclusivamente perché varia la lunghezza e la sezione del conduttore che realizza il sensore.
Gli estensimetri a semiconduttore presentano una sensibilità k = 100, in opposizione a quella degli estensimetri classici che si aggira intorno a k = 2. Tuttavia, nonostante venga da pensare che il loro impiego sia preferibile proprio per questo motivo, è necessario considerare che ogni componente del segnale in uscita risulta più accentuata rispetto a quella fornita dagli estensimetri resistivi, quindi anche quella riguardante il rumore di fondo.
Storicamente questi sensori nascono come tecnologia alternativa ai classici estensimetri elettrici a resistenza, diventando nel tempo concorrenziali nelle applicazioni per i trasduttori miniaturizzati o per i trasduttori amplificati economici.

## Altri estensimetri elettrici
L'estensimetro elettrico a resistenza non è l'unico tipo di estensimetro elettrico; vari sono infatti i dispositivi in grado di trasformare piccole deformazioni dimensionali in segnali elettrici rilevabili.
Uno strumento ormai quasi scomparso è l'estensimetro capacitivo. Questo strumento basa la rilevazione di minuscoli spostamenti sul fatto che questi creano una variazione della distanza o della superficie attiva nelle armature di un condensatore che ne costituisce l'elemento sensore. Anche se questo strumento ha una buona sensibilità, è stato sostituito da sistemi più precisi e pratici da usare.
Uno strumento che ha ancora un discreto utilizzo è l'estensimetro induttivo. Questo strumento si basa sul rilevamento delle deformazioni da parte di un sensore LVDT appositamente ottimizzato per leggere piccoli spostamenti. Anche se le dimensioni di questo strumento ne limitano fortemente le applicazioni, la precisione e la praticità d'uso ne fanno uno strumento largamente impegnato nei laboratori di prova per materiali e componenti meccanici.

## Estensimetro ottico
Tra i primi ad essere realizzati, gli estensimetri ottici funzionavano riflettendo un raggio luminoso attraverso un sistema di specchi e prismi. La deformazione dell'elemento in esame disallineava il sistema ottico e il raggio veniva riflesso con angolazione via via differente. Sebbene la sensibilità di questo sistema di misura poteva essere molto alta, il suo utilizzo poneva seri problemi pratici, specie per le dimensioni del sistema ottico che lo costituiva. Appena possibile è stato sostituito con sistemi di misura più pratici, ed oggi non è più utilizzato.
Un sistema ottico in uso è invece l'estensimetro ottico laser: si tratta in pratica un misuratore di lunghezze che si basa sul principio dell'interferometria ottica mediante laser. Questi sistemi sono in grado di fare misurazioni di deformazioni con risoluzione del centesimo di micron. Sebbene questi sistemi permettono di fare misure con una precisione non comparabile con nessun altro sistema, problemi di costo, dimensioni e limitazioni legate alla possibilità di realizzare in pratica l'adeguato circuito ottico, limitano le applicazioni a rari casi, in particolare alla ricerca scientifica.
Recentemente sono stati introdotti un particolare tipo di estensimetri chiamati estensimetri a fibra ottica (FBG). Questi funzionano su un principio analogo all'estensimetro ottico laser, dove però il circuito ottico è realizzato completamente all'interno di una fibra ottica, la quale viene applicata al materiale da testare. I principali vantaggi di questo sistema è l'immunità ai disturbi, la praticità nella realizzazione dei circuiti ottici, la facilità di realizzare componenti da testare con le fibre annegate all'interno, per poterne meglio analizzare e monitorare le deformazioni. Sebbene sia una tecnologia "ottica", non si possono ottenere le grandi precisioni ottenibili con le tecnologie "cugine"; il motivo è che questa risente fortemente delle derive termiche che si generano nella struttura delle fibre ottiche. Pertanto, al pari degli estensimetri a resistenza, necessitano di tecniche per la compensazione di tali derive.

## Estensimetro acustico
Una curiosità storica è invece l'estensimetro acustico. Questo strumento si basava sulla rilevazione della variazione di frequenza che subiva un filo metallico teso e messo in vibrazione ai capi di una sezione sottoposta a deformazione: al variare della lunghezza si otteneva una variazione della tonalità del suono.